# Tremoschizodina lata
Tremoschizodina lata är en mossdjursart som först beskrevs av Smitt 1873.  Tremoschizodina lata ingår i släktet Tremoschizodina och familjen Stomachetosellidae.
Artens utbredningsområde är Mexikanska golfen. Inga underarter finns listade i Catalogue of Life.